# Heinrich Königswieser

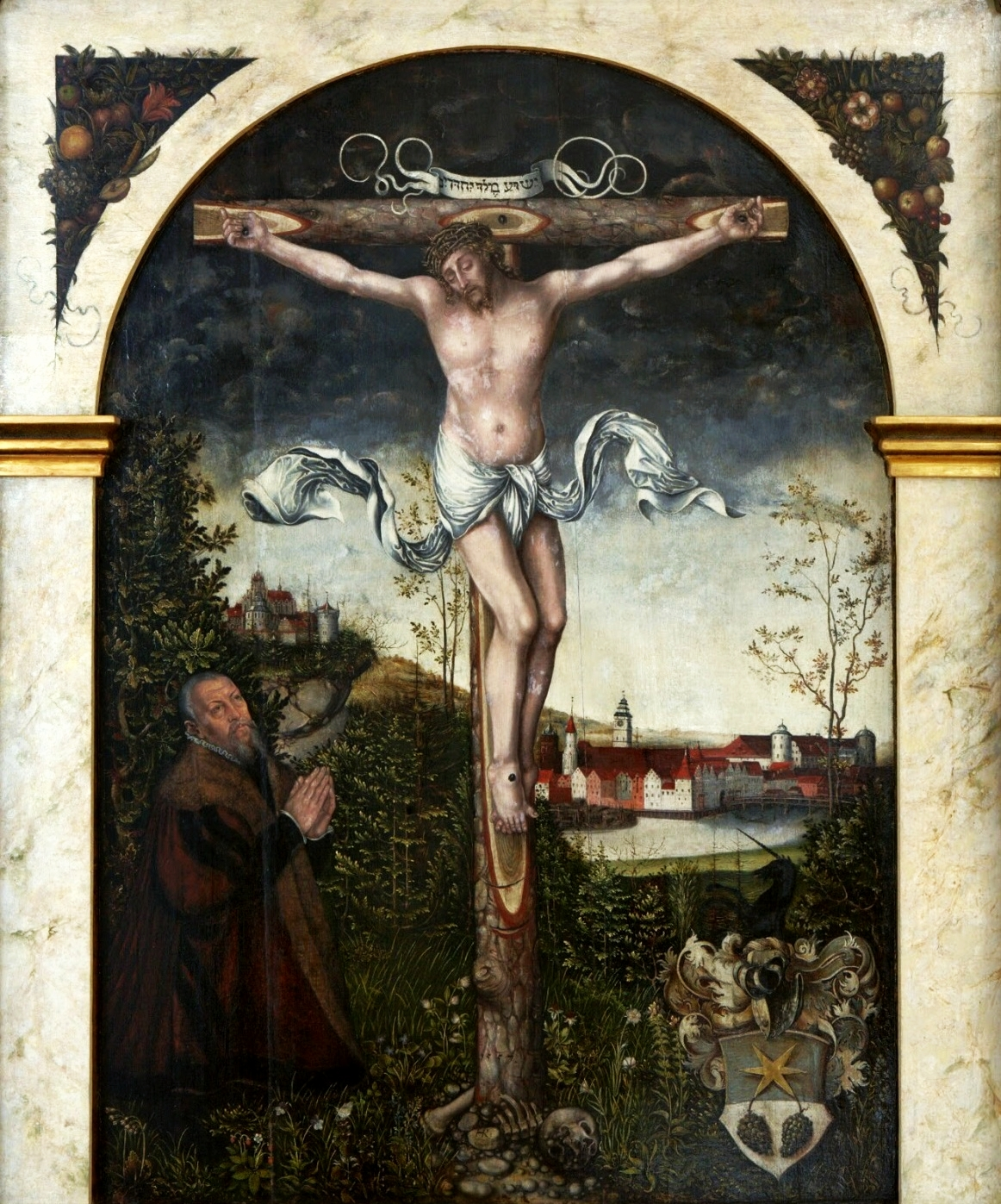
Epitaph von Hans Nimptsch

Heinrich Königswieser (* 1530 in Königsberg i. Pr.; † um 1583) war ein deutscher Maler.
Herzog Albrecht schickte Königswieser 1552 zur Ausbildung bei Lucas Cranach dem Jüngeren in Wittenberg. 1559 wurde er Hofmaler des Herzogs. Er malte viele Epitaphe im Königsberger Dom, vom herzoglichen Rat Hans Nimptsch mit der ältesten Ansicht Königsbergs (1557), Bischof Mörlin (1571) und Landhofmeister Anton von Borcke. Ein Bild Herzog Albrechts (1564) befand sich im Kaiser-Friedrich-Museum in Berlin.